# عين ثنتا
عين فجور هي إحدى القرى اللبنانية من قرى قضاء حاصبيا في محافظة النبطية.
وما زالت عين ثنتا تابعة بلديا وعقاريا لبلدة الخلوات ولم يتم الاعتراف بها حتى الآن كبلدة مستقلة.